# Stadion v Olimpiji
Stadion v Olimpiji je na arheološkem najdišču v Olimpiji v Grčiji, vzhodno od Zevsovega templja. Tu je bilo mnogo športnih dogodkov antičnih olimpijskih iger.
Stadion je sveto mesto starih Grkov, saj so na njem potekale športne dejavnosti, posvečene Zevsu. Stadion, ki je bil prvotno v temenosu (kos zemljišča, dodeljen kot uradna domena, posebej za kralje in poglavarje, ali zemljišče zunaj skupne uporabe in posvečeno bogu, svetišče, sveti gaj), tako da so gledalci lahko gledali dirke s pobočja gore Kronos. Postopoma so ga preselili na vzhod in v začetku 5. stoletja pred našim štetjem je na sedanji lokaciji. Stadion je povezan s svetiščem z obokanim kamnitim prehodom.
Steza je dolga 212,54 m in 28,5 m široka. Stadion je obdan s travnatimi brežinami na vseh straneh. Vsi sedeži so bili narejeni iz blata. Na južnem pobočju je bila kamnita platforma, eksedra (grško za "odmaknjen sedež"), na kateri so sedeli helanodiki (sodniki na igrah). Nasproti njim je bil na severnem pobočju oltar Demetre Hamine. Stadion je lahko sprejel 50.000 gledalcev.
Igre so potekale med 776 pred našim štetjem in 393 n. št. Grške legende kažejo, da so  bile igre že prej, od 10. do 11. stoletja pr. n. št., znane so tudi kot bronastodobne. Po podatkih so bile zgodnje igre med praznovanjem v čast boga Zevsa leta 776 pred našim štetjem, in to vsaka štiri leta na začetku in sredi "velikega leta". Veliko leto je bilo leto, ko so ljudje v Grčiji določili razliko med sončnimi in luninim letom.
Za vse sodelujoče mestne državice je veljalo sveto premirje, za katero so se dogovorili kralji Ifit iz Elide, Likurg iz Šparte in Klejsten iz Pise. Premirje je pomenilo, da niso bili sovražni drug do drugega, odložene so bile vse usmrtitve, dokler so trajale igre. Sčasoma so se iger udeleževali iz mnogih različnih delov sveta, tudi grških kolonij, Sicilije in severne Afrike.
V Olimpiji so bili zgrajeni trije stadioni. Prvi (stadion I) je bil že v arhaičnem obdobju. V glavnem se je uporabljal za igre za tekmovalce bližnjih mestnih državic Grčije. Stadion II je bil zgrajen na vzhodu prvega za dodatne panoge. Poleg tega so zgradili še dirkališče. Zgrajeno je bilo poleg velikega pobočja, ki se je uporabljalo kot naravna tribuna. Tretji stadion (stadion III) je bil zgrajen za več gledalcev. Vzdolž nasipa, ki obdaja stadion, so veliki vodnjaki, ki se niso uporabljali le za vodne daritve, temveč tudi za votivne, ki so bile večinoma iz brona.
Približno 680 pred našim štetjem so zmagovalci olimpijskih iger ponudili stadionu kipe v zahvalo, da so lahko sodelovali.
Leta 472 pred našim štetjem so olimpijskim igram dodali še dva dni.

Zadnje olimpijske igre so bile leta 393, ko je rimski cesar Teodozij I. izdal prepoved za vsa poganska dejanja in zaprl svetišča. 
Obnovljen stadion v Olimpiji je gostil poletne olimpijske igre leta 2004, in sicer moško in žensko tekmovanje v suvanju krogle. 